# تسفيتان إيلييف
تسفيتان إيلييف (بالبلغارية: Цветан Илиев)‏ هو لاعب كرة قدم بلغاري في مركز الوسط، ولد في 29 أبريل 1990 في بلغاريا. لعب مع PFC Svetkavitsa Targovishte ‏.

## وصلات خارجية
- تسفيتان إيلييف على موقع قاعدة بيانات كرة القدم.إي يو (الإنجليزية)
- تسفيتان إيلييف على موقع Soccerway.com (الإنجليزية)